# رومنة (ثقافة)

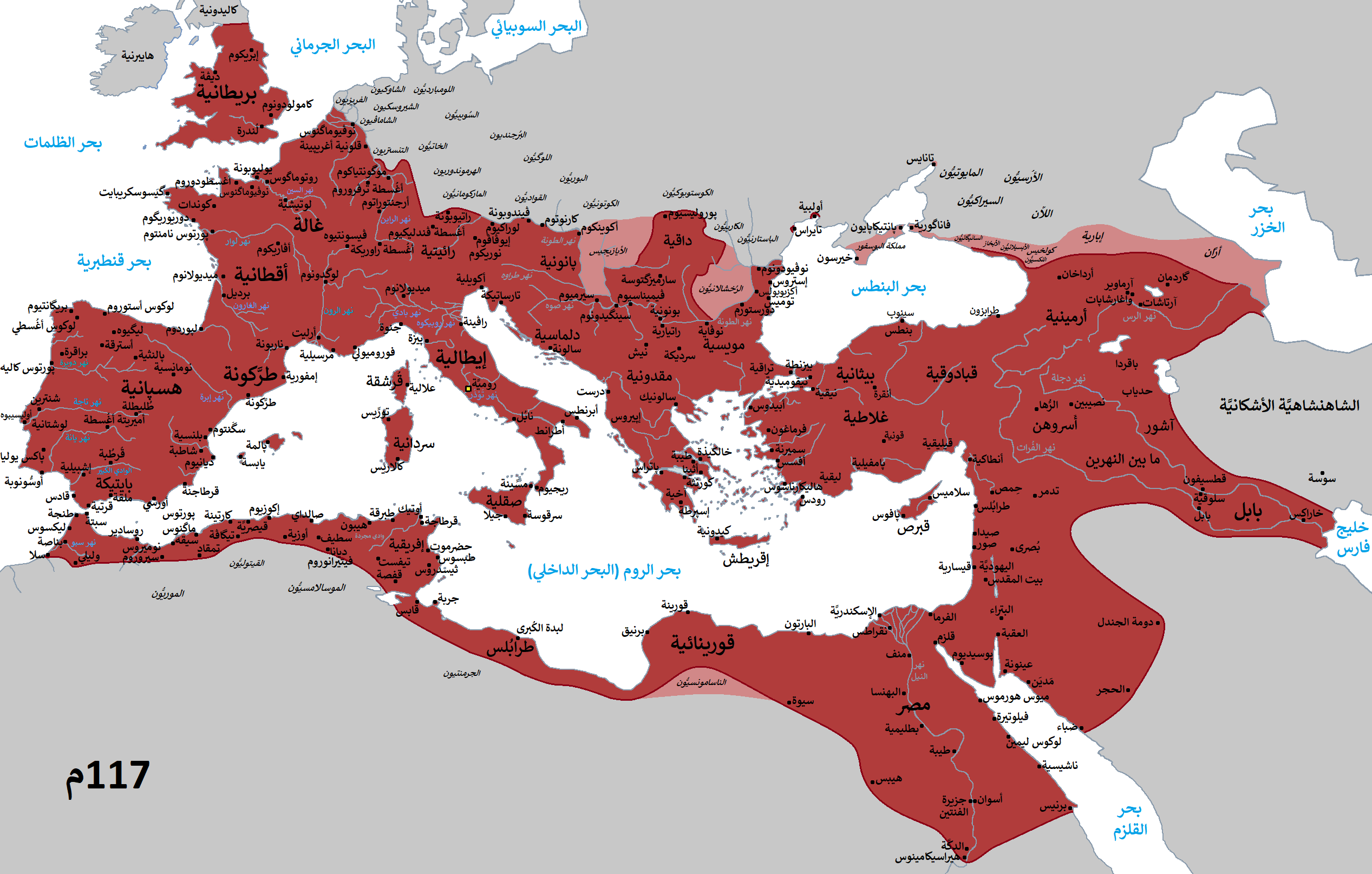

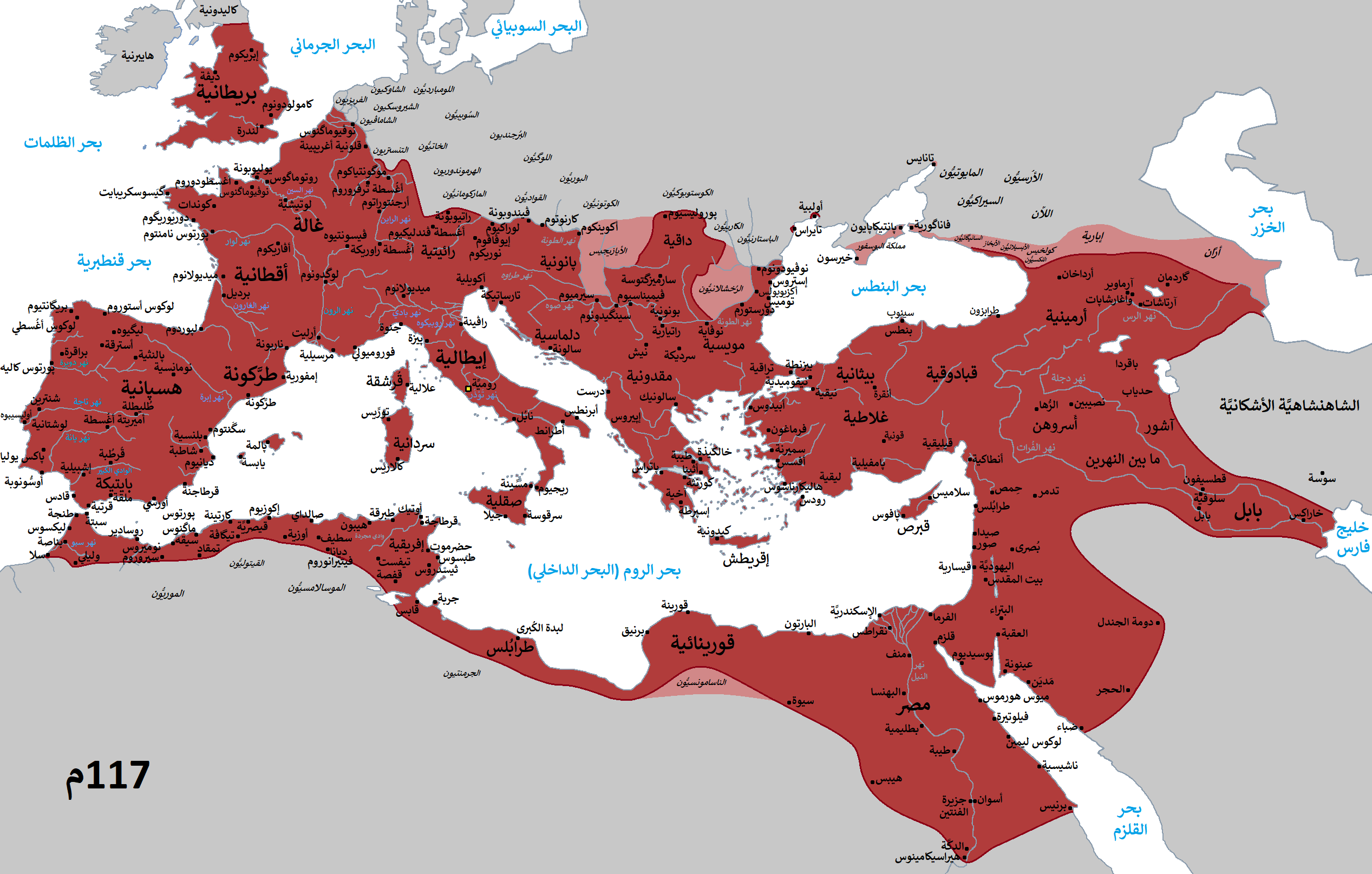

الرومنة (بالإنجليزية: Romanization)‏ في المعاني التاريخية والثقافية للمصطلح، تشير إلى عمليات تاريخية مختلفة مثل التثاقف، الإدماج والاستيعاب للسكان الملحقين حديثا والمحيطين بالجمهورية الرومانية والإمبراطورية الرومانية في وقت لاحق. التأريخي الروماني القديم والتأريخ الإيطالي حتى الفترة الفاشية كان يستخدم لتسمية العمليات المختلفة «تحضير البرابرة» (أي جعلهم متحضرين).